# نورس الخالدي
نورس الخالدي من مواليد 3 يناير 2000، هي لاعبة كرة قدم سعودي محترفة تلعب كمهاجم في الدوري السعودي للسيدات نادي العلا.

## المسيرة الكروية

### كرة الصالات
بعد تأسيس دوري الكويت للسيدات لكرة الصالات، لعبت ضمن صفوف نادي العيون الرياضي في النسخة الافتتاحية، وحصلت على جائزة أفضل لاعبة شابة في الدوري.
في مايو 2024، انضمت إلى نادي القادسية وشاركت في بطولة كرة الصالات للسيدات في السعودية، و حصلوا على الميدالية البرونزية.

### العلا
في أغسطس 2024، تعاقد نادي العلا معها وبدأت مسيرتها الكروية. في 13 ديسمبر 2024، ظهرت لأول مرة مع النادي في فوز 6-2 على Eastern Flames. وفي الأسبوع التالي سجلت هدفها الأول والهدف الوحيد في المباراة في فوز شهير ضد الهلال.

## إحصائيات المهنة

### نادي
آخر تحديث 18 January 2025. 
| نادي                  | موسم                  | الدوري                | الدوري    | الدوري  | كأس اتحاد جنوب آسيا لكرة القدم | كأس اتحاد جنوب آسيا لكرة القدم | قارية     | قارية   | آخر       | آخر     | المجموع   | المجموع |
| نادي                  | موسم                  | قسم                   | التطبيقات | الأهداف | التطبيقات                      | الأهداف                        | التطبيقات | الأهداف | التطبيقات | الأهداف | التطبيقات | الأهداف |
| --------------------- | --------------------- | --------------------- | --------- | ------- | ------------------------------ | ------------------------------ | --------- | ------- | --------- | ------- | --------- | ------- |
| العلا                 | 2024–25               | السعودية WPL          | 4         | 3       | 1                              | 0                              | —         | —       | —         | —       | 5         | 1       |
| مجموع المسيرة المهنية | مجموع المسيرة المهنية | مجموع المسيرة المهنية | 4         | 3       | 1                              | 0                              | —         | —       | —         | —       | 5         | 1       |

## روابط خارجية
- نورس الخالدي  على سكروي
- Nawras Al-Khaldi at Sofascore
- Nawras Al-Khaldi at 365 Scorers